# Delia nepalensis
Delia nepalensis este o specie de muște din genul Delia, familia Anthomyiidae, descrisă de Ackland în anul 1967.
Este endemică în Nepal. Conform Catalogue of Life specia Delia nepalensis nu are subspecii cunoscute.